# إلر
إلر (تُلفظ بالألمانية: [ˈɪlɐ]  ( سماع); الاسم القديم Ilargus) وهو نهر في بافاريا وبادن فورتمبيرغ في ألمانيا.

## نبذة
يعد إلر رافد أيمن لنهر الدانوب بطول 146 كيلومترًا (91 ميلًا). تتم تشكيلها عند التقاء انهار بريتاش وستلاتش وتريتاش بالقرب من قرية أوبرستدورف الواقعة في منطقة ألغاو في جبال الألب، بالقرب من الحدود النمساوية. ومن هناك يسير باتجاه الشمال ، ويمر بمدن زونتهوفن وإمنشتات وكمبتن.
وبين لوتراش بالقرب من ميمينجين وأولم تشكل الحدود بين ولايتي بافاريا وبادن فورتمبيرغ الألمانيتين لمسافة 50 كيلومترًا (31 ميلًا). ويتدفق النهر إلى نهر الدانوب في وسط مدينة أولم.
تبلغ مساحة حوض نهر إلر 2،152 كيلومتر مربع (831 ميل مربع). وتحتل المرتبة السابعة في أنهار بافاريا حسب تدفق المياه (الجريان)، بمتوسط إنتاجية 75 متر مكعب في الثانية (2600 قدم مكعب / ثانية) في سيندن، الواقعة على مسافة قصيرة لأعالي روافد نهر الدانوب. وتُستخدم طاقة النهر لإنتاج الطاقة الكهرومائية عبر ثماني محطات طاقة بسعة إجمالية صافية تبلغ 51 ميجاوات (1998).
ويتبع مسار الدراجات إلر، وهو أيضًا موقع شهير لممارسة رياضة التجديف والرحلات.